# Крепидот разворачивающийся
Крепидо́т (крепидо́тус) развора́чивающийся (лат. Crepidotus versutus) — вид грибов рода Крепидот (Crepidotus).

## Описание
Плодовые тела шляпочные, без ножки прикрепляются к субстрату боком или верхней частью.
Шляпка диаметром 0,7—2,5 см, почковидная, округло-раковиновидная, в молодом возрасте волнистая. Край подвёрнутый, рубчатый. Поверхность войлочно-опушённая, белого цвета.
Пластинки от широкоприросших до свободных, частые, широкие, от белых до светло-жёлтых, розоватых, охряных или бурых. Края пластинок белые, бахромчатые.
Мякоть белая, тонкая, без запаха, со слабым чесночным вкусом, при созревании становится гигрофанной.
Остатки покрывал отсутствуют.
Споровый порошок коричневый. Споры неамилоидные, эллипсоидальные, миндалевидные или широковеретеновидные, с вытянутым основанием, размерами 5,5—7,5×2,5—4 мкм, стенки утолщённые, гладкие или неясно бородавчатые. Содержимое спор желтоватое, содержит капли масла.
Хейлоцистиды бесцветные, цилиндрические или узкоампуловидные, изогнутые, иногда головчатые или с отростками, размерами 25—70×5—10 мкм.
Гифальная система мономитическая, гифы без пряжек извилистые, диаметром 4—10 (20) мкм. Тип пилеипеллиса — триходермис, с возрастом переходящий в кутис.
В траме пластинок гифы почти параллельные, субгимений состоит из коротких вздутых клеток.
Базидии четырёхспоровые, реже двухспоровые, мешковидные, размерами 25—40×4,7—12 мкм, без пряжки в основании.

## Экология
Сапротроф на коре и древесине лиственных, реже хвойных пород, на мелких растительных остатках, вызывает белую гниль. Известен в Европе, Северной Америке, растёт на древесине бука (Fagus), клёна (Acer), тополя (Populus), пихты (Abies).